# ロスコ・ジー
ロスコ・ジー（Rosko Gee）は、ジャマイカ出身のベーシストである。1970年代にトラフィックやカンなどのロック・バンドに在籍した。

## 略歴
1973年、イングランドのトラフィックに加入して、1974年末の解散まで在籍。最後のアルバム『ホエン・ジ・イーグル・フライズ』（1974年）の制作と、引き続いて行なわれたツアーに参加した。
トラフィックでの活動の後は、ジョニー・ナッシュのSons of the Jungleで演奏。
1977年にツトム・ヤマシタのGOプロジェクトに参加。トラフィックの同僚だったスティーヴ・ウィンウッド、マイケル・シュリーヴ、クラウス・シュルツェ、アル・ディ・メオラと共演した。
トラフィックの同僚だったリーバップ・クワク・バー（パーカッション）と共にドイツのカンに加入。アルバム『ソウ・ディライト』『アウト・オブ・リーチ』『カン』に参加した。ツアーでは、数曲にボーカルを提供した。
1983年、バー、ポール・デルフィ（キーボード）、ブリスン・グレアム（ドラム）などを擁するゼハラ (Zahara）とアルバムを録音。
1994年、ウィンウッドとジム・キャパルディが再結成したトラフィックのツアーに参加。
1996年から2014年まで、ドイツのテレビでハラルド・シュミットのさまざまな深夜番組のハウスバンドで演奏した。
2015年1月、彼のバンド「Rosko Gee & The Hooded Ones」が最初のシングルを発表。